# Pristimantis bearsei
Espèce
Synonymes
- Eleutherodactylus bearsei Duellman, 1992

Statut de conservation UICN

 DD  : Données insuffisantes
Pristimantis bearsei est une espèce d'amphibiens de la famille des Craugastoridae.

## Répartition
Cette espèce est endémique de la province de San Martín dans la région de San Martín au Pérou. Elle se rencontre entre 500 et 730 m d'altitude.

## Description
Les mâles mesurent de 22,7 à 25,5 mm et les femelles de 38,0 à 38,8 mm.

## Étymologie
Cette espèce est nommée en l'honneur de Robert C. Bearse de l'université du Kansas.

## Publication originale
- Duellman, 1992 : Eleutherodactylus bearsei new species (Anura: Leptodactylidae) from northeastern Peru. Occasional Papers of the Museum of Natural History University of Kansas, vol. 150, p. 1-7 (texte intégral).